# (23283) Jinjuyi
(23283) Jinjuyi est un astéroïde de la ceinture principale d'astéroïdes.

## Description
(23283) Jinjuyi est un astéroïde de la ceinture principale d'astéroïdes. Il fut découvert le 30 décembre 2000 à Socorro (Nouveau-Mexique) par le projet LINEAR. Il présente une orbite caractérisée par un demi-grand axe de 2,40 UA, une excentricité de 0,04 et une inclinaison de 4,6° par rapport à l'écliptique.

## Compléments